# Todd Muller

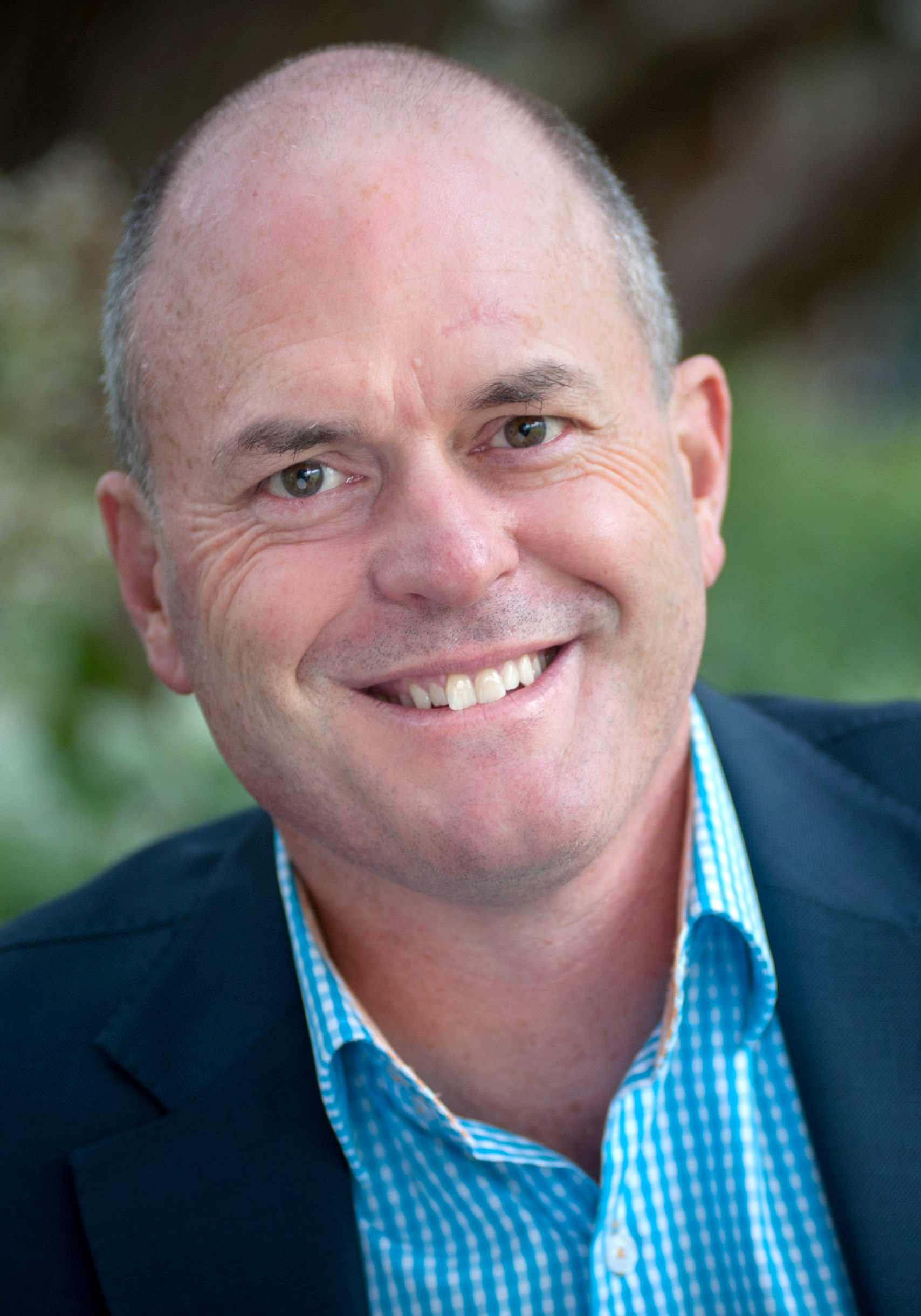
Todd Michael Muller (2016)

Todd Michael Muller (* 1968 in Te Aroha, Region Waikato, Neuseeland) ist ein Politiker der New Zealand National Party. Er gilt, nachdem er nach nur 53 Tagen am 14. Juli 2020 und damit zwei Monate vor der nächsten Parlamentswahl aus gesundheitlichen Gründen von seinem Amt zurücktrat, der Parteiführer mit der kürzesten Amtszeit seiner Partei. Seine Nachfolge trat Judith Collins an.

## Leben
Todd Michael Muller wurde 1968 in Te Aroha geboren und wuchs auf in Te Puna, einer kleinen Siedlung wenige Kilometer westlich von Tauranga an der Bay of Plenty. Er besuchte das Tauranga Boys College und für sein Studium, das er mit einem Master abschloss, die University of Waikato.
Muller hatte Führungspositionen in der Zespri Group und in der Firma Apata inne, die beide Kiwi-Früchte verarbeiten und war zuletzt als Group Director Cooperative Affairs in dem Unternehmen Fonterra tätig.

## Politik
Seit dem 20. September 2014 verfügt Muller für seinen Wahlbezirk Bay of Plenty über einen Sitz im neuseeländischen Parlament und wurde am 22. Mai 2020 Parteivorsitzender seiner Partei und ihr Oppositionsführer im Parlament. Seit dieser Zeit nahm er auch die Rolle des Sprechers für den Bereich Small Business und National Security & Intelligence für seine Partei wahr. Muller trat am 14. Juli 2020 aus gesundheitlichen Gründen vom Amt des Parteiführers ab.

## Familie
Muller ist mit Michelle Muller verheiratet und hat drei Kinder.